# Rickling, England
Rickling är en by i civil parish Quendon and Rickling, i distriktet Uttlesford i grevskapet Essex i England. Parish hade 378 invånare år 1931. År 1949 blev den en del av den då nybildade Quendon and Rickling. Byn nämndes i Domedagsboken (Domesday Book) år 1086, och kallades då Richelinga.